# الاتفاقية الدولية بشأن المسؤولية المدنية عن أضرار التلوث النفطي
الاتفاقية الدولية بشأن المسؤولية المدنية عن الأضرار التلوث النفطي عام 1969 التي جددت في عام 1992 هي معاهدة بحرية دولية تم اعتمادها لضمان التعويض الكافي الذي سيكون متاح حيث يتسبب في أضرار تلوث نفطي في الحوادث البحرية التي تنطوي على ناقلات النفط (أي السفن التي تحمل النفط كبضاعة).

## المسئولية
الاتفاقية تقدم مسؤولية صارمة لملاك السفن.
عندما يكون مالك السفينة ليس على خطأ فإن الاتفاقية تلزمه بتحمل مسؤولية دفع ما بين 3.8 مليون و 76.5 مليون دولار أمريكي على الرغم من أن أسعار الصرف تتقلب يوميا. تستند الاتفاقية في الحصول على تعويض عن الأضرار التي تحدث عن تسرب البضائع الخطرة ضمن الإطار القانوني نفسه.

## التأمين
إذا زادت حمولة سفينة عن 2000 طن من النفط فإن يطلب من ملاك السفن الحفاظ على «تأمين أو ضمان مالي آخر» كافيا لتغطية الحد الأقصى للمسؤولية عن التسرب النفطي الواحد.

## التغطية
اعتبارا من أبريل 2014 فقد صادقت على الاتفاقية 133 دولة وهو ما يمثل 96.7% من الأسطول العالمي. بوليفيا وكوريا الشمالية وهندوراس ولبنان لم تصدق على المعاهدة.